# Hitomi Hyuga
Hitomi Hyuga (日向瞳, Hyūga Hitomi) (Tokyo, 11 luglio 1984) è un'attrice giapponese, conosciuta soprattutto per il ruolo ricoperto nel film Battle Royale, ovvero quello di Yuko Sakaki, l'avvelenatrice di Yuka Nakagawa.